# Тюгурюк (посёлок)
Тюгурюк(алт. Тогорик) — посёлок в Усть-Коксинском районе Республики Алтай России. Входит в состав Усть-Коксинского сельского поселения.

## География
Расположен в приграничной территории юго-западной части Республики Алтай в горно-степной зоне и находится у реки Кокса. 
Абсолютная высота 1020 метров выше уровня моря
.
Уличная сеть
состоит из 11 географических объектов:
- Переулки: Ёлочный пер., Подгорный пер.
- Улицы: ул. Березовая, ул. Дорожная, ул. Лесная, ул. Молодежная, ул. Набережная, ул. Речная, ул. Центральная, ул. Школьная, ул. Ягодная

## Население
| 2010 | 2011 | 2012 | 2013 | 2014 | 2015 |
| ---- | ---- | ---- | ---- | ---- | ---- |
| 327  | ↗328 | ↗338 | ↘332 | ↘330 | ↗334 |
| 2016 |      |      |      |      |      |
| →334 |      |      |      |      |      |

Национальный состав
Согласно результатам переписи 2002 года, в национальной структуре населения русские составляли 91 % от общей численности населения в 320 жителей

## Инфраструктура
МБОУ «Тюгурюкская ООШ». При нём — детский сад «Веснянка».
Личное подсобное хозяйство. Животноводство. Любительская ловля рыбы.

## Транспорт
Находится на автодороге регионального значения «Подъезд Талда — Тюнгур (Природный парк „Белуха“)» (идентификационный номер 84К-134) (Постановление Правительства Республики Алтай от 12.04.2018 N 107 «Об утверждении Перечня автомобильных дорог общего пользования регионального значения Республики Алтай и признании утратившими силу некоторых постановлений Правительства Республики Алтай»).